# Madame Blanche
Albums de Dimoné
Je n'ai pas sommeil Bien Hommé, Mal Femmé
Madame Blanche est le 3e album de l'auteur-compositeur-interprète français Dimoné, édité en 2009 par Anticraft.
L'album, sur lequel Dimoné joue de nombreux instruments, mêle rock et chanson française.
Trois singles en ont été tirés : Les Narcisses, Madame Blanche et Dans ta cour. Le morceau Les Confessions est une reprise du groupe montpelliérain Les Faunes, dans lequel Dimoné a joué de 1992 à 1996.

## Liste des titres
| 1.   | Les Narcisses                                       | 4.08 |
| 2.   | Dans ta cour                                        | 3.17 |
| 3.   | Souvent la nuit                                     | 3.49 |
| 4.   | Madame Blanche                                      | 3.35 |
| 5.   | Je voudrais                                         | 3.06 |
| 6.   | Suspendu au vent                                    | 4.00 |
| 7.   | Les Confessions                                     | 4.10 |
| 8.   | Sans ambiguïté                                      | 3.28 |
| 9.   | Aux ordres                                          | 2.59 |
| 10.  | J'aspire                                            | 3.00 |
| 11.  | Je ne sais où (titre caché, remix de Les Narcisses) | 3.13 |
| 38.6 |                                                     |      |